# Wolfgang Dauner
Wolfgang Dauner (30. prosince 1935 Stuttgart – 10. ledna 2020) byl německý jazzový klavírista. Na klavír hrál již od dětství a později, v roce 1958, krátce studoval hru na trubku a kompozici na Hudební akademii ve Stuttgartu. Své první album nazvané Dream Talk vydal v roce 1964. Později nahrál řadu dalších alb. Během své kariéry spolupracoval s mnoha hudebníky, mezi něž patří například Jean-Luc Ponty, George Gruntz, Larry Coryell a Robin Kenyatta.

## Život
Zemřel 10. ledna 2020 na nemoc ve věku 84 let.